# Gustave Loiseau
Gustave Loiseau (París, 3 de octubre de 1865 — París, 10 de octubre de 1935) fue un pintor francés post-impresionista, reconocido principalmente por sus paisajes de las calles parisinas.

## Biografía
Nacido en París en una familia de comerciantes y carniceros, originaria de Pontoise, Gustave Loiseau pasó su infancia en Pontoise. Primero fue aprendiz de carnicero en 1880, después partió hacia Montmartre donde conoció a Fernand Quignon, quien le enseñó pintura a la que decidió dedicarse por completo en 1887, siguiendo cursos en la Escuela de Artes Decorativas. En 1891, Gustave Loiseau se fue a vivir a Auvers-sur-Oise. Después vivió en Pontoise durante más de 30 años entre 1904 y 1935. Su taller todavía existe en esta ciudad.
A partir de 1890, siguiendo el consejo de Fernand Quignon, Gustave Loiseau iba todos los veranos a Pont-Aven, alojándose en la pensión Gloanec con sus amigos Maxime Maufra, Henry Moret y Émile Bernard. Allí Paul Gauguin le da sus consejos. En 1894 participó en la 6ª, 7ª y 8ª exposiciones de pintores impresionistas y simbolistas en Le Barc de Bouteville en París, luego firmó un contrato con Paul Durand-Ruel quien expuso sus pinturas en su galería de Nueva York.
Su tumba está en el cementerio de Pontoise.

## Obra
Gustave Loiseau, como Camille Pissarro, pintó numerosos lienzos que representan a Pontoise: el barrio del Hermitage, las orillas del Oise, el muelle de Ponthuis, la catedral de Saint-Maclou y su región: Auvers, Nesles-la-Vallée, Saint-Ouen-l'Aumône, Osny. También pintó paisajes de Bretaña, Normandía, Moret-sur-Loing y París.
Gustave Loiseau forma parte de la corriente posimpresionista. Pintó, directamente en la naturaleza, muchas escenas de la vida rural y del campo, pocos retratos, interesándose sin embargo por personajes en movimiento, como escenas de mercado, o en actividad, como estibadores, y, sobre todo hacia el final de su vida, pintó muchos bodegones. Las pinturas de Loiseau revelan su pasión por las estaciones, ilustrando todo, desde el comienzo de la primavera hasta las últimas cosechas de otoño, pasando por escenas de nieve o escarcha en invierno. A menudo representa el mismo huerto o jardín en diferentes épocas del año. Sus series también son protagonizadas por acantilados, puertos o iglesias y están influenciadas por las de Claude Monet. También es conocido por sus pinturas de calles de París como la rue de Clignancourt, la avenida de Friedland, la plaza de la Bastilla o la plaza de l'Étoile.

## Obras
- El torrente (1894)
- Pont-Aven de noche (1895)

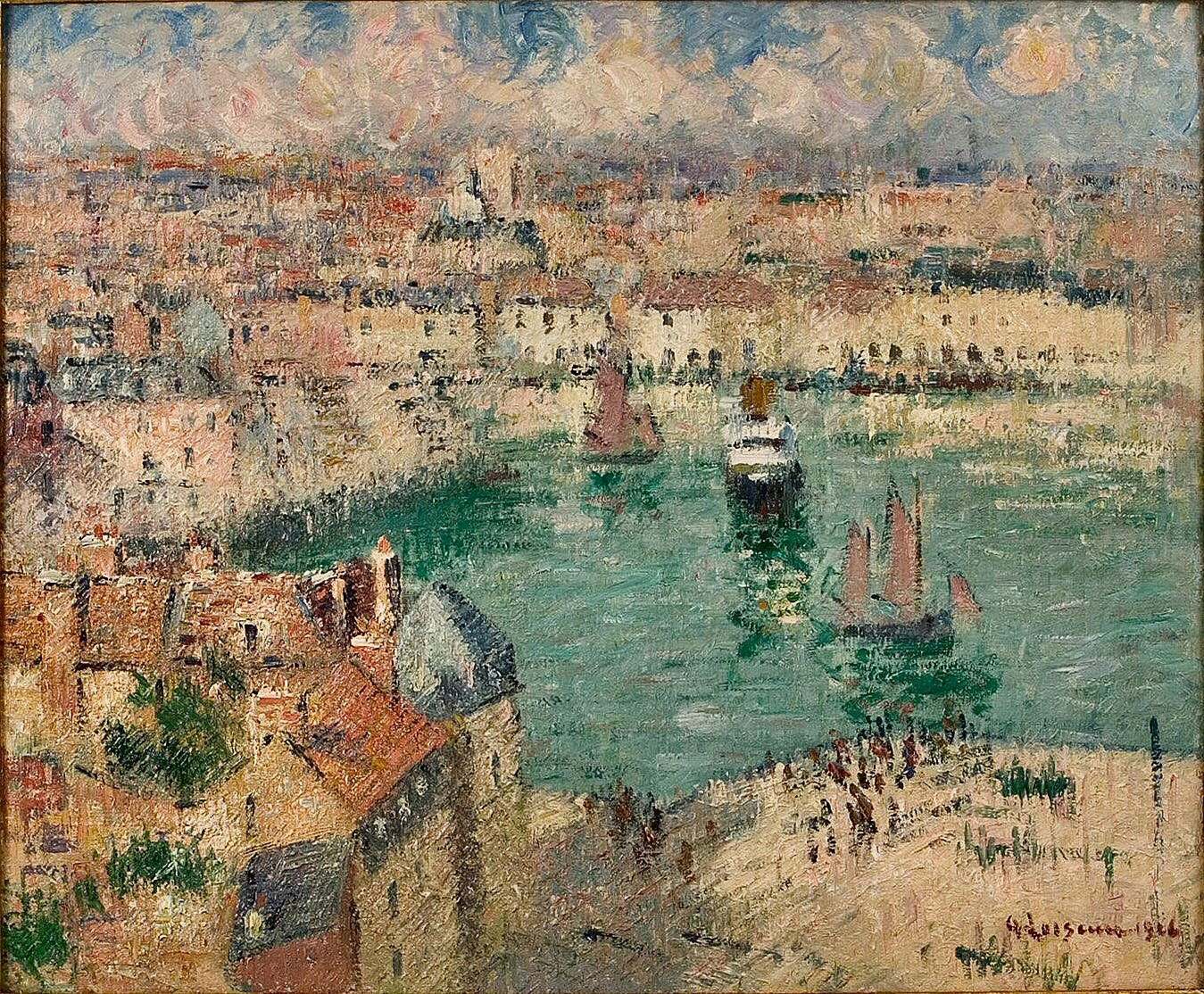
Gustave Loiseau: Port de Dieppe (1926)

- Calle del pueblo, Saint-Cyr-du-Vaudreuil (1899)
- Nieve en Tournedos-sur-Seine (1899)
- Álamos en niebla, St. Cyr (1900)
- Belle-Ile , la punta de algodón (1900)
- Barcos en la línea de costa (1901)
- A orillas del río (1902)
- Paisaje (ruedas) (1902)
- Rue Saint-Lunaire (1904)
- Sauces en la niebla (1905)
- La punta de las jarras (1905)
- La catedral de Auxerre (1907)
- Villa de Dauphine (1907)
- El resorte liso (1910)
- El lavado con agua (1910)
- Aldea bajo la nieve (1913)[5]

## Galería

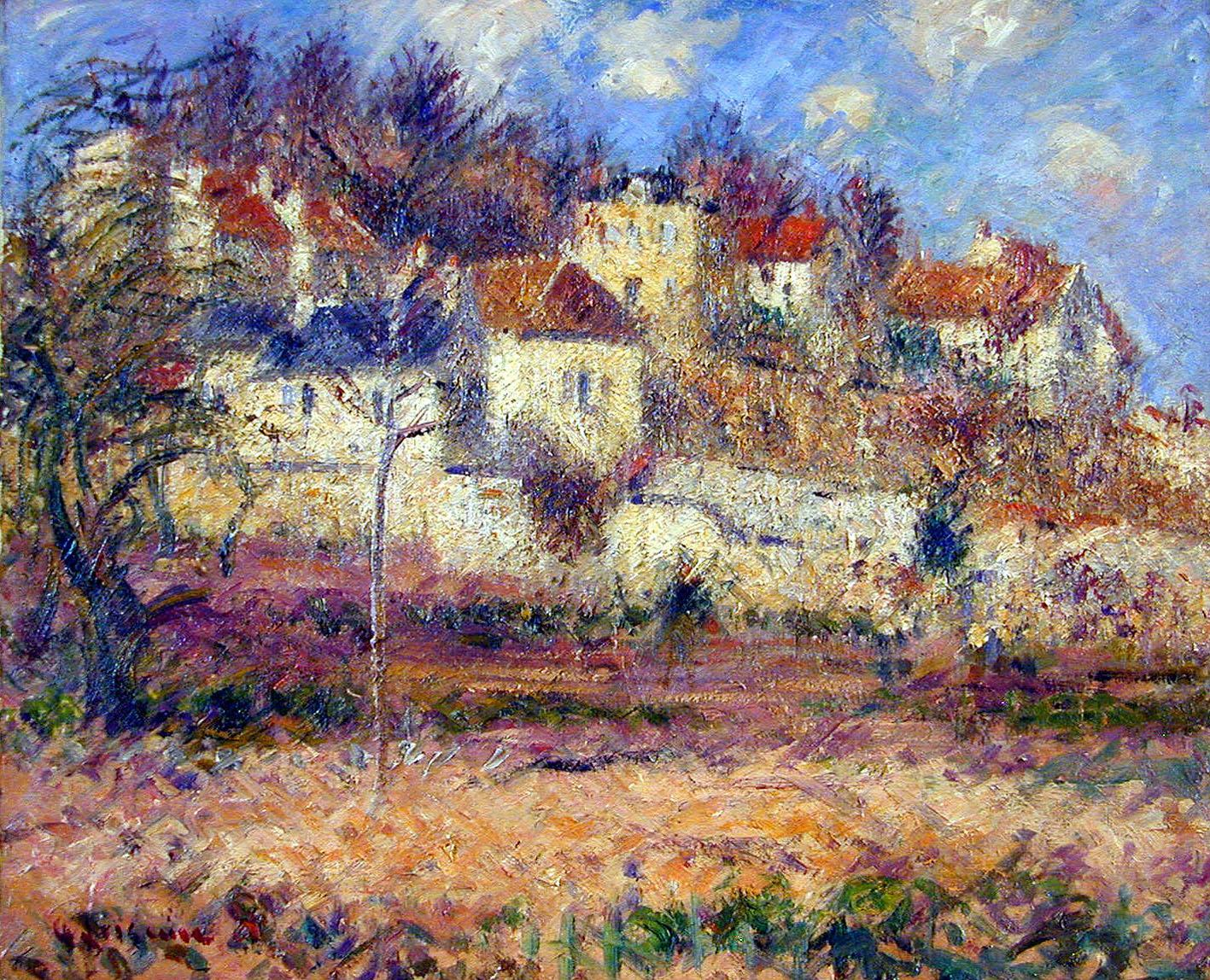
Gustave Loiseau Village
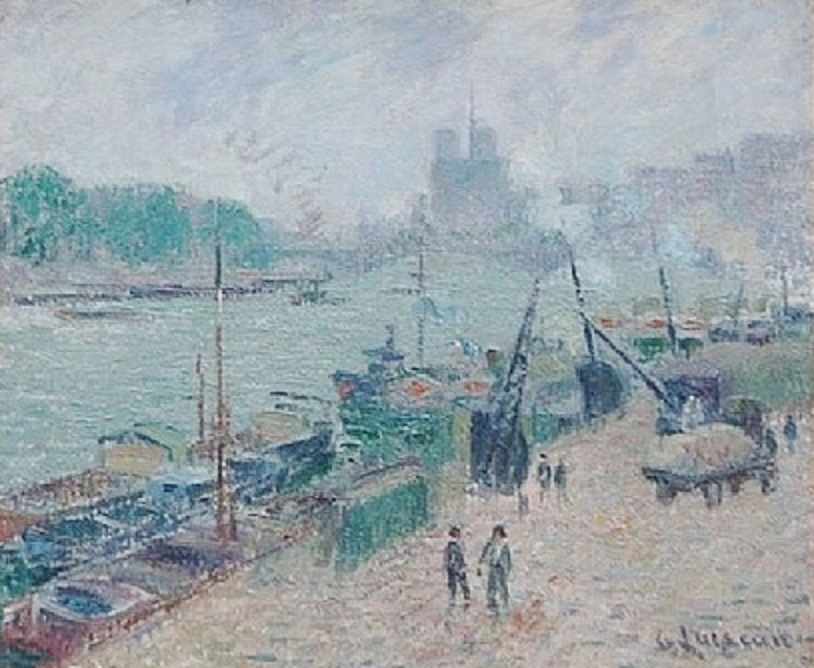
Gustave Loiseau Port d'Henri IV
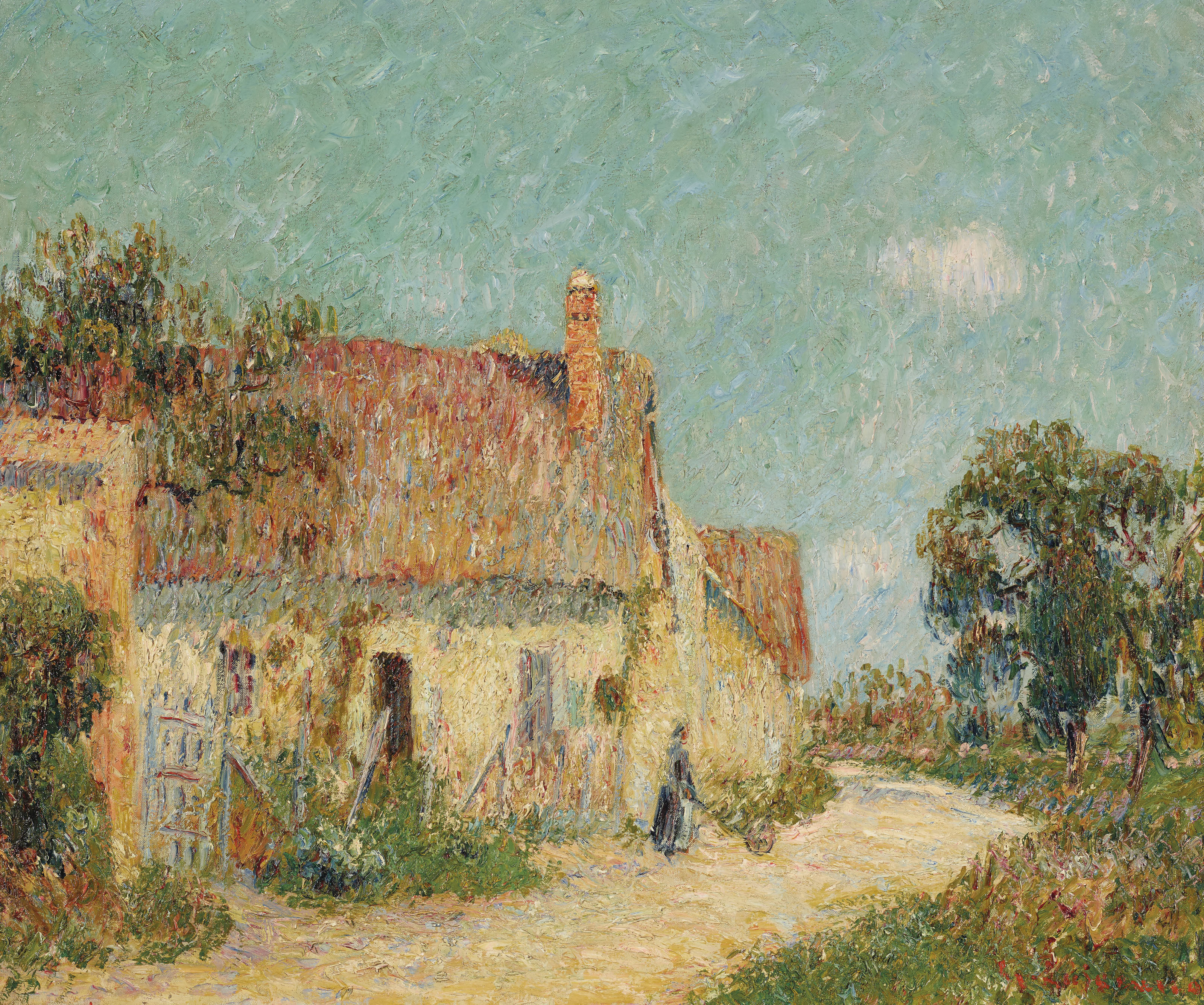
Gustave Loiseau Chaumiere en Normandie
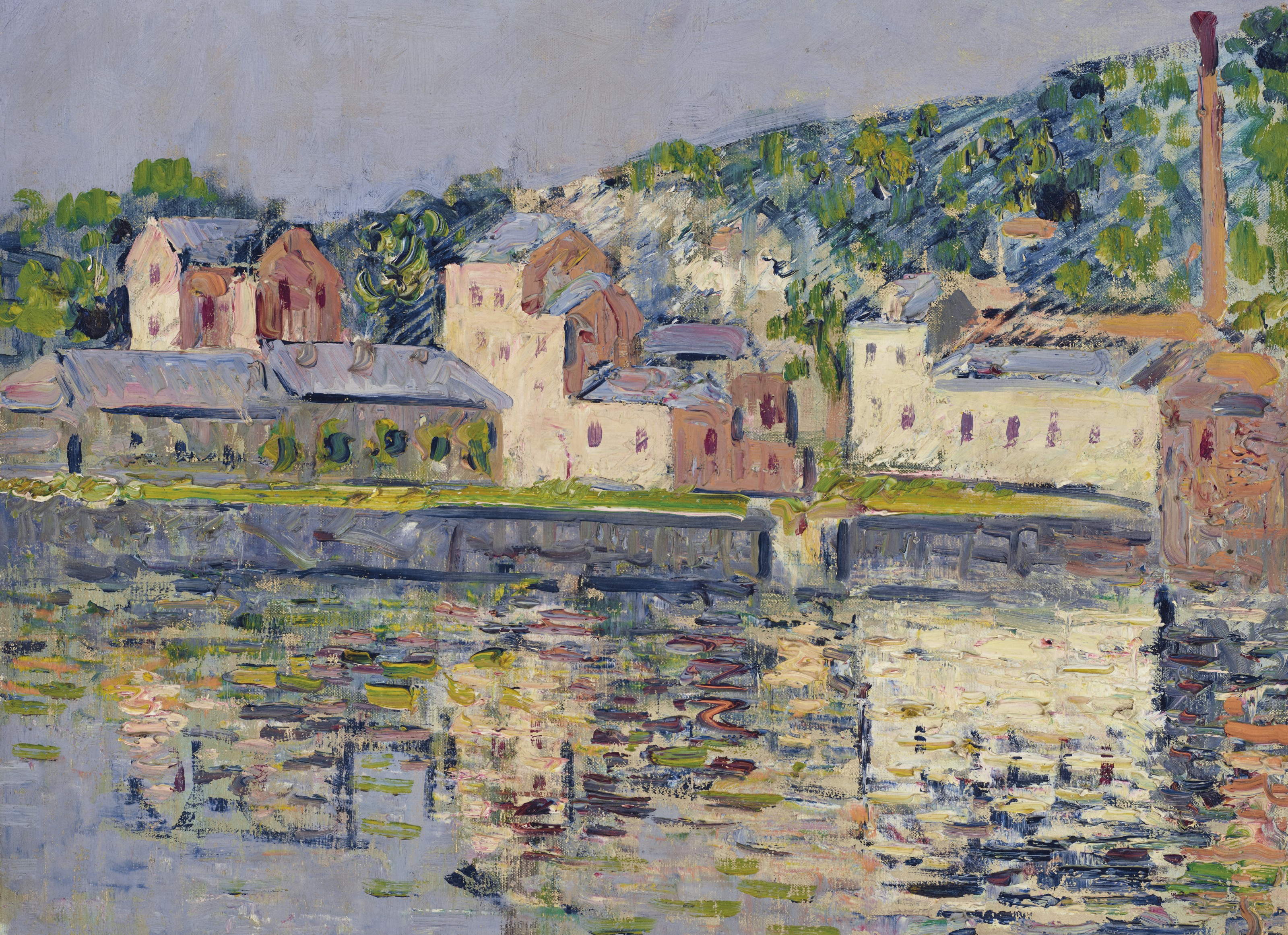
Gustave Loiseau La berge pontoise
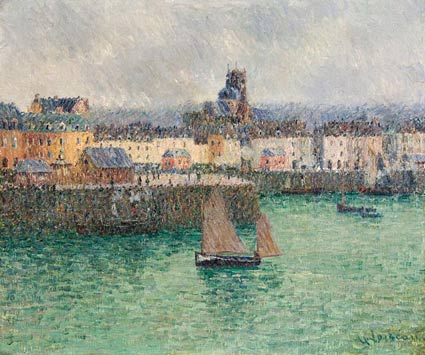
Port de Dieppe Gustave Loiseau
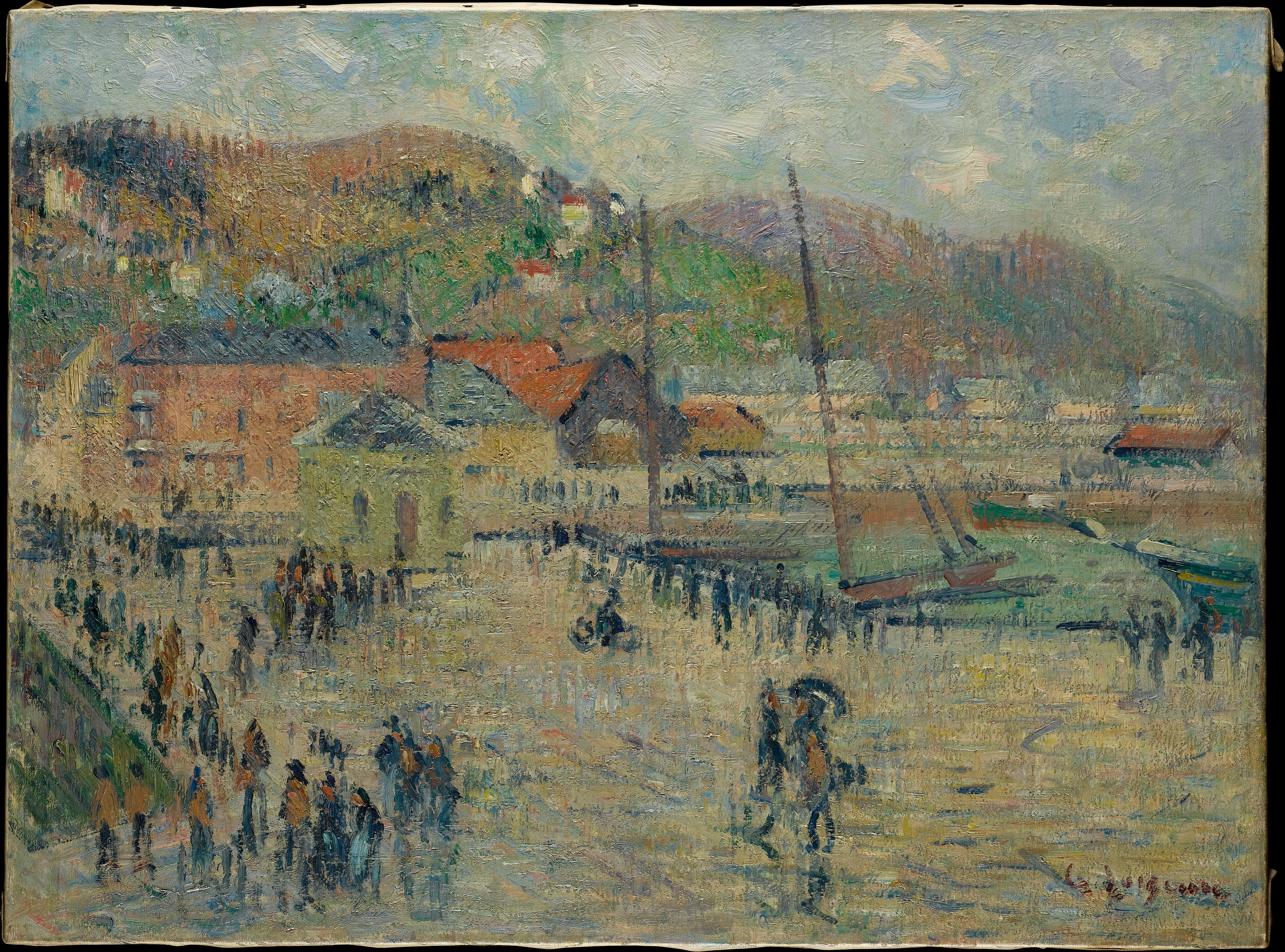
Le Grand Quai, Fécamp MET
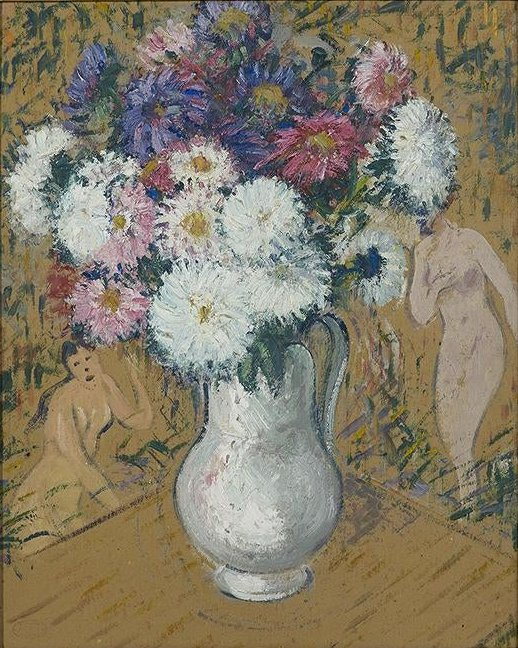
Vase de Fleurs by Gustave Loiseau, 1928
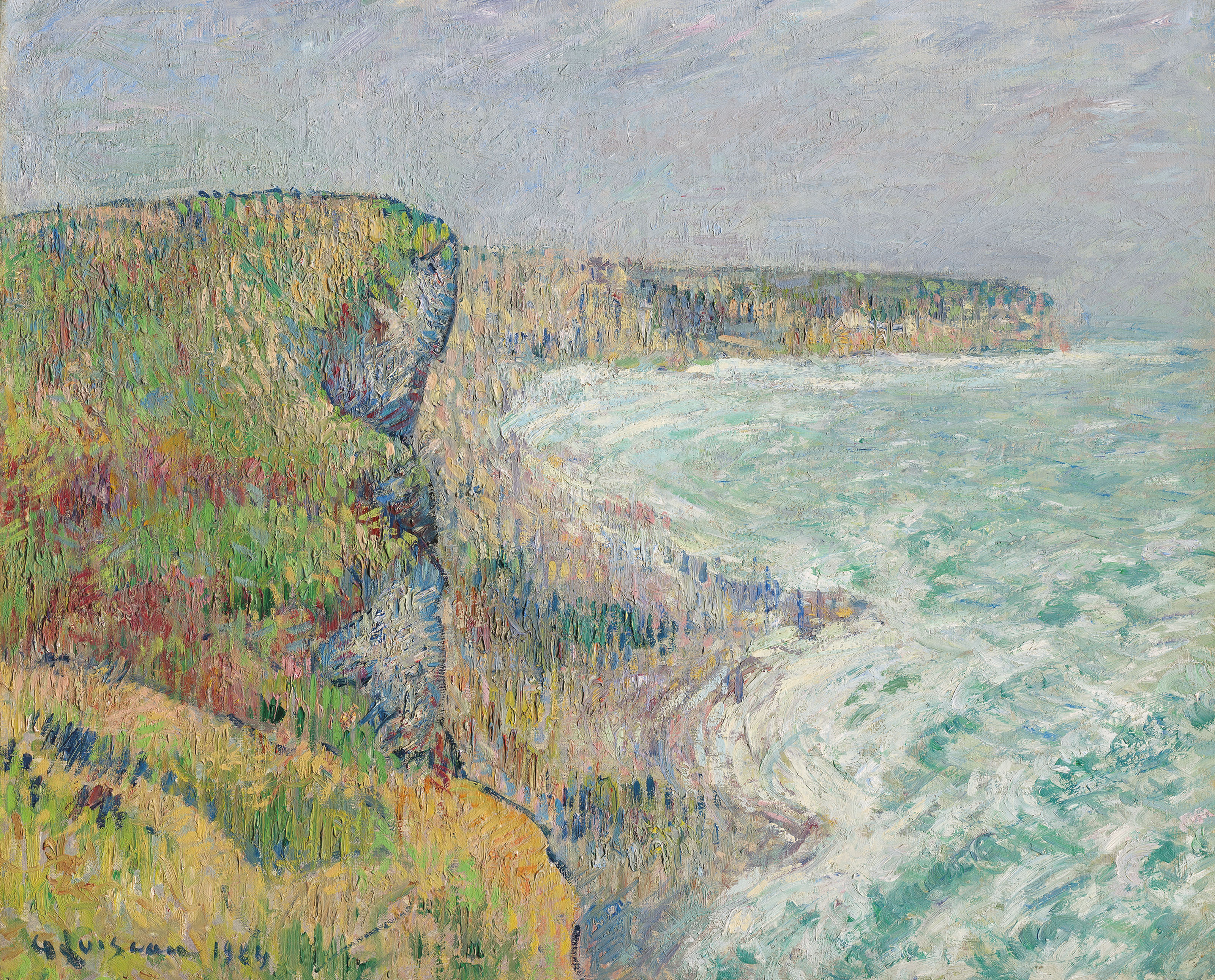
Gustave Loiseau Falaises du port en hiver
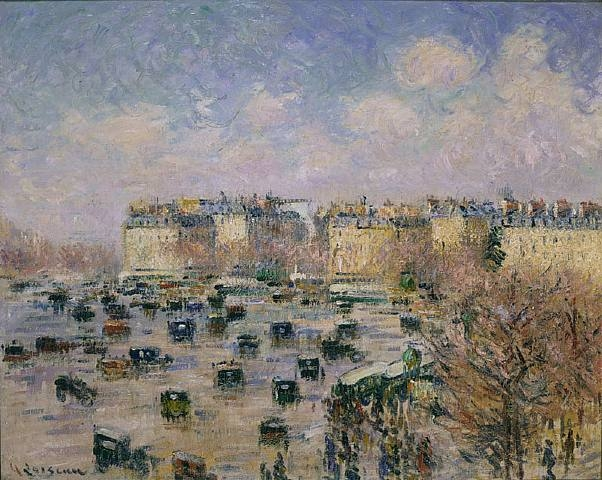
Gustave Loiseau Paris Place de l'Etoile
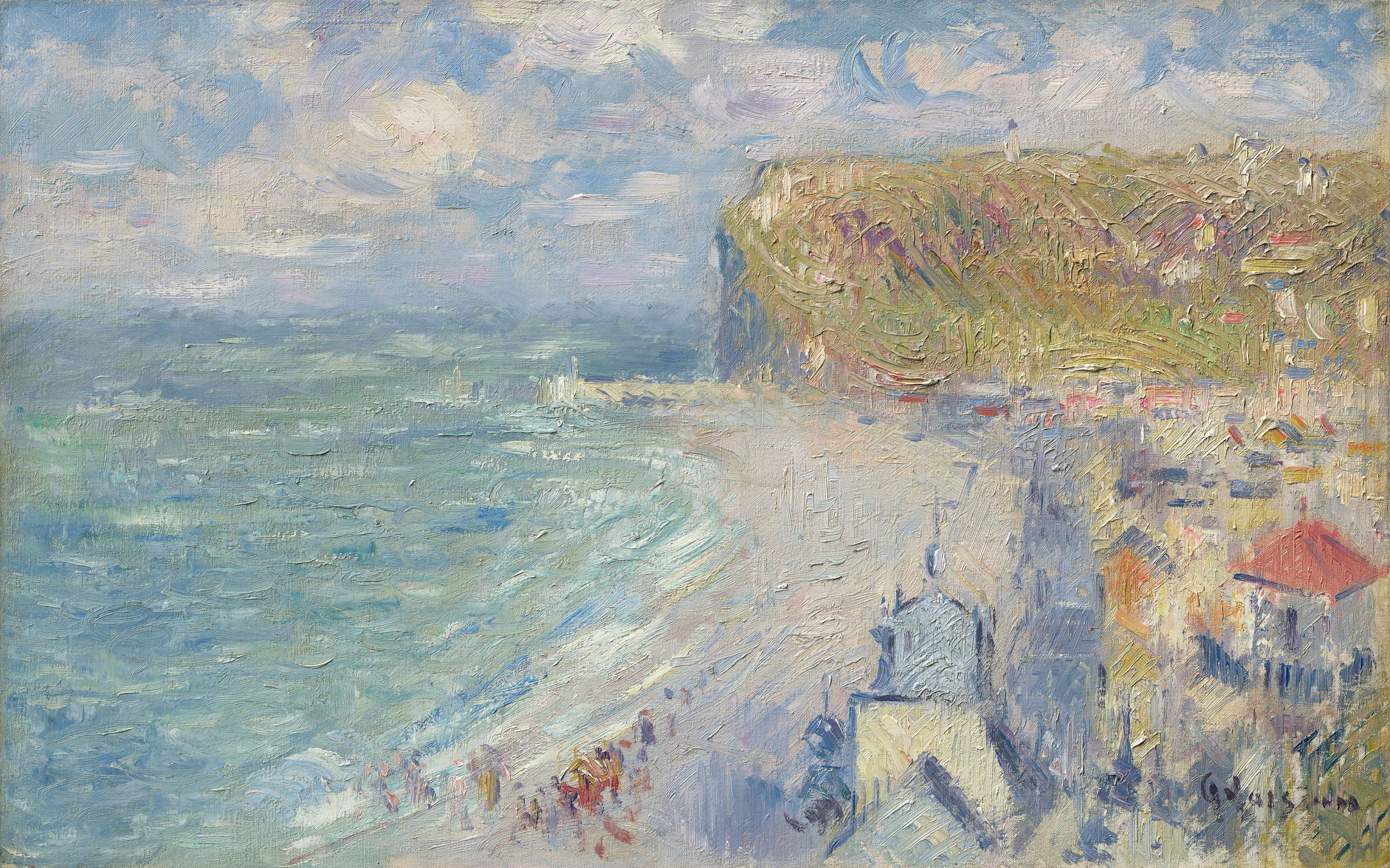
Loiseau Acantilado de Fecamp
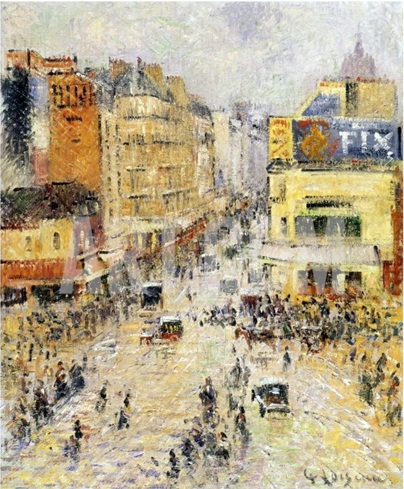
Loiseau Hausmann
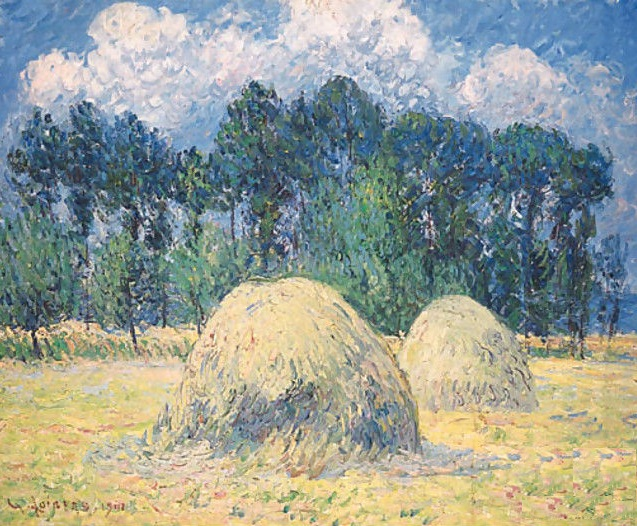
Loiseau Les meules
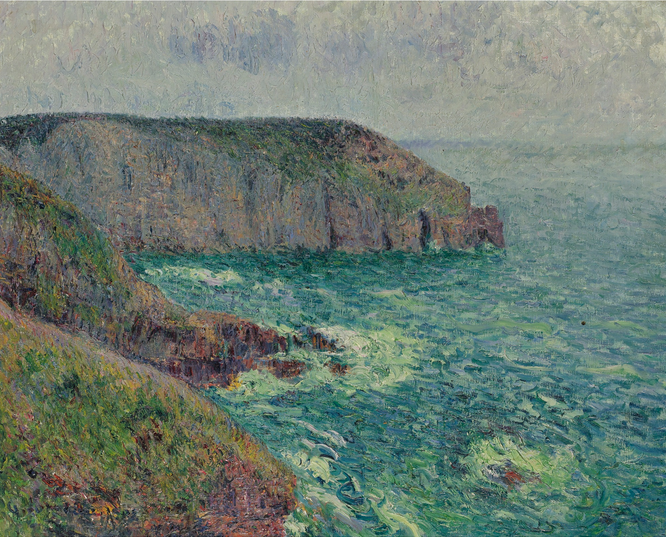
LA POINTE DU JARS, CAP FREHEL
LA MAISON CAUCHOIS, BORDS DE L'EURE, AUTOMNE